# سون روتنبرگر
سون گونتر روتنبرگر (به آلمانی: Sven-Günter Rothenberger) (زادهٔ ۱ ژوئن ۱۹۶۶ میلادی در فرانکفورت) یک سوارکار اهل کشور آلمان است.وی پس از ازدواجش با گونلین روتنبرگر برای کشور هلند به رقابت می‌پردازد.